# Мартинові (підродина)
Мартинові або мартини — підродина (Larinae) або родина (Laridae) птахів. Включає близько 60 видів птахів, переважна більшість з яких належить до роду справжніх мартинів (Larus).

## Зовнішній вигляд
Мартинові складають досить одноманітну за зовнішніми ознаками групу птахів, членів якої добре впізнати і деколи важко відрізнити один від одного. Їх характерними ознаками служать масивне тіло, довгі зігнуті крила, середньої довжини масивний і злегка заломлений вниз дзьоб і добре розвинені плавальні перетинки на ногах.
Розміри мартинів варіюють в межах від 25 до 81 см, а вага від 100 г до 2 кг. Найменшим представником родини вважається мартин малий (Larus minutus) — його вага становить всього 100—150 г, а найбільшим мартин морський (Larus marinus) — його вага може перевищувати 2 кг. Проте у своїй більшості це великі або середніх розмірів птахи, білого або світло-сірого забарвлення, часто з чорними відмітинами на голові і крилах. Верхня і нижня частина тіла, як правило, контрастні — темний верх чергується зі світлим білим низом. Вважають, що світле черево мартинів приховує їх від риби, на яку птахи полюють. У деяких дрібних видів мартинів, як наприклад у делаверського мартина (Larus delawarensis) та тонкодзьобого мартина (Chroicocephalus genei) в період шлюбного сезону нижня частина тіла набуває ясно-рожевих або бежевих тонів, які потім швидко зникають.
Молоді птахи, що не досягли статевої зрілості, виглядають трохи інакше, ніж дорослі — велика частина їх оперення покрита темними плямами, плямами, смужками — такий камуфляж приховує птахів від наземних хижаків. Терміни придбання дорослого наряду розрізняються у різних видів — в окремих випадках виділяють 2-,3- і 4-річні цикли. Відмічена певна закономірність — чим більше вид, тим довше триває цикл. Наприклад, звичайний мартин (Larus ridibundus) вже через два роки набуває вбрання, характерного для дорослого птаха. У сизого мартина (Larus canus) цей період займає три роки, а у сріблястого (Larus argentatus) все чотири. Якщо в дорослому наряді приналежність конкретної особини до певного виду, як правило, не викликає питань, то у молодих птахів морфологічні особливості можуть бути помітні тільки для фахівця.
Самці і самки забарвлені однаково, хоча за розміром можуть трохи розрізнятися один від одного.
Оперення дуже густе, з рясним м'яким пухом, зовні покрито водонепроникним мастилом. Крила достатньо довгі, проте дещо коротші і ширші, ніж у крячків, водорізів або поморників. В порівнянні з буревісниковими крила ширші і зігнуті. За виключенням декількох видів, у всіх мартинів закінчення крил чорні. Хвіст зазвичай короткий, з 12 стерновими пір'ями, у більшості видів закруглений. Важливою характеристикою мартинів є будова дзьоба — прямій, стислий з бокам і злегка зігнутий на кінці (для порівняння, у крячків дзьоб конічний і прямий на кінці, а у поморників і буревісників гачкуватий).

## Розповсюдження
Мартини широко поширені у світі, у тому числі і в приполярних широтах. В основному вони асоціюються з прибережними морськими водами і внутрішніми водоймищами, проте багато з них вже давно влаштувалися поблизу людини, ставши синантропами — зграї мартинів шукають собі прожиток в населених пунктах, на сміттєвих звалищах, бойнях, ріллі і поблизу риболовецьких судів. Доступність корму привела до різкого збільшення популяції мартинів — наприклад, тільки в Північному морі 30 %, а в деяких районах і до 70 % всього раціону птахів припадає на відходи рибальства.

## Розмноження

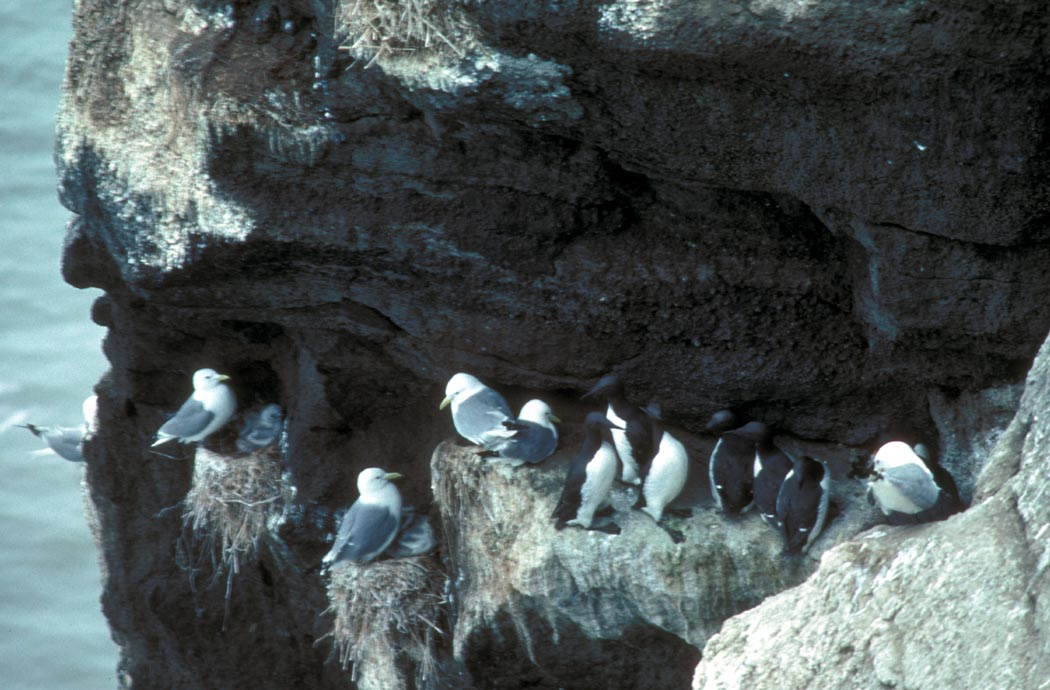
Гніздування трипалих мартинів (Rissa tridactyla) і тонкодзьобих кайр (Uria aalge)

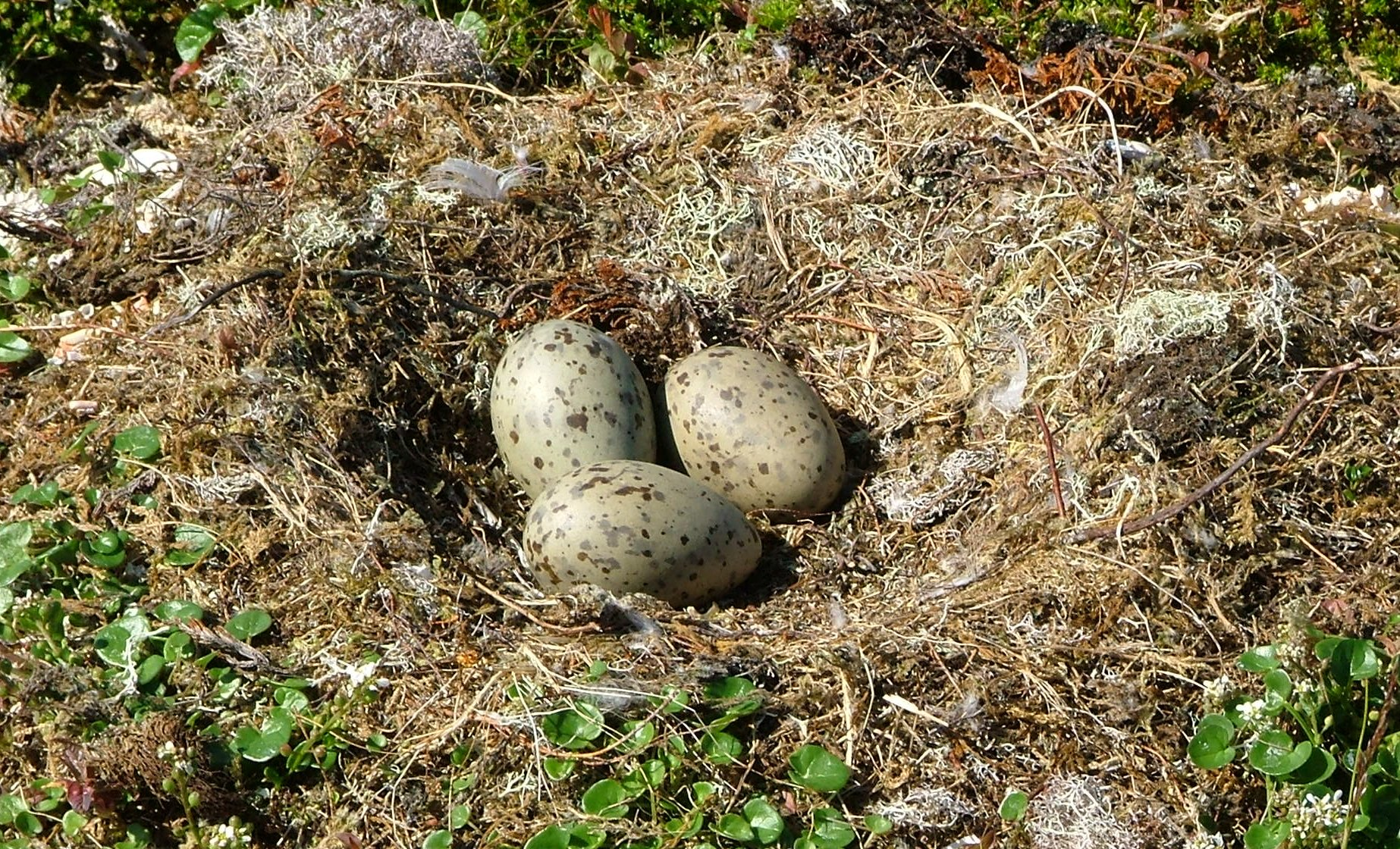
Гніздо морського мартина (Larus marinus)

Мартини зазвичай гніздяться колоніями, що складаються з від кількох до кількох сотень пар птахів, а іноді спільно з качками, пірникозами, бакланами, чаплями та іншими водними птахами. У умовах помірного або арктичного клімату більшість мартинів гніздиться один раз на рік і приблизно в один і той же час. Деякі південні види, такі як мартин галапагоський (Creagrus furcatus), що мешкає на Галапагоських островах, гніздяться у будь-який час року. У випадку, якщо перша кладка втрачена, самка може відкласти яйця повторно.
Всі види моногамні; як правило, пари зберігаються протягом тривалого часу. Під час шлюбного періоду відбувається ритуальне годування самцем самки; у завдання самця також входить вибір розташування гнізда і його облаштування.
Гніздо розташовується прямо на землі — на прибережних скелях, морському пляжі, в гирлі річки, в тундрі, в болотистій місцевості або на березі озера. Дещо незвичайне для мартинів місце гніздування у сірого мартина (Larus modestus), мешканця Чилі і Еквадора, — в період розмноження він покидає узбережжя Тихого океану і заглиблюється в безводу пустелю Атакама, де і відкладає яйця. В деяких випадках, наприклад у магеланського мартина (Larus scoresbii), воно являє собою просту заглибину в землі без вистилки, проте найчастіше будується з купи камінчиків або частин рослин. Як правило, кладка складається з двох або трьох яєць, зазвичай темно-бурого кольору з плямами. Рідше загальний фон яєць може бути блакитно-зелений або оливковий. Яйця насиджують обидва члени пари, проте більшу частину часу проводить в гнізді самка, тоді як самець охороняє територію. Інкубаційний період в цілому становить від 20 до 30 днів.
Пташенята зазвичай напіввиводкового типу, після вилуплення вони покриті густим пухом блідо-сірого або палевого кольору з плямами, що камуфлює їх на тлі місцевості і допомагає сховатися від хижаків. Протягом одного або двох тижнів пташенята залишаються в гнізді, де за ними доглядають обидва батьки. У деяких видів пташенята виводкового типу — вони вже протягом кількох годин покидають гніздо і ховаються на воді. Період оперення, коли птахи починають літати, триває від чотирьох до шести тижнів, і якщо пташенята не потривожені погодними умовами або хижаками, вони протягом цього періоду залишаються з батьками. У невеликих видів мартинів статева зрілість молодих птахів наступає через 2-3 роки, у великих пізніше — іноді тільки через 5 років.

## Харчування
Більшість мартинів є м'ясоїдними, але раціон їх незвичайно широкий — від комах до риби і дрібних наземних ссавців. Корм здобувають собі як на воді, так і на суші — на океанських просторах, в прибережній зоні, у всіляких внутрішніх водоймищах, заливних лугах і посівних полях. Добре тримаються на воді, але упірнають украй рідко. Полюють за рибою, молюсками, ракоподібними і водними комахами. Розоряють гнізда інших птахів, харчуючись їх яйцями. Молюсків, покритих товстою раковиною, кидають з висоти 10-20 м, тим самим розбиваючи шкаралупу. Крім того, багато мартинів охоче поїдають падаль або шукають собі прожиток серед харчових відходів на звалищах і поблизу риболовецьких судів. Деякі види можуть відлітати на годування на десятки кілометрів від водоймищ. Окрім тваринної їжі, також поїдають насіння і ягоди, а також відходи рослинного походження.

## Перелік видів

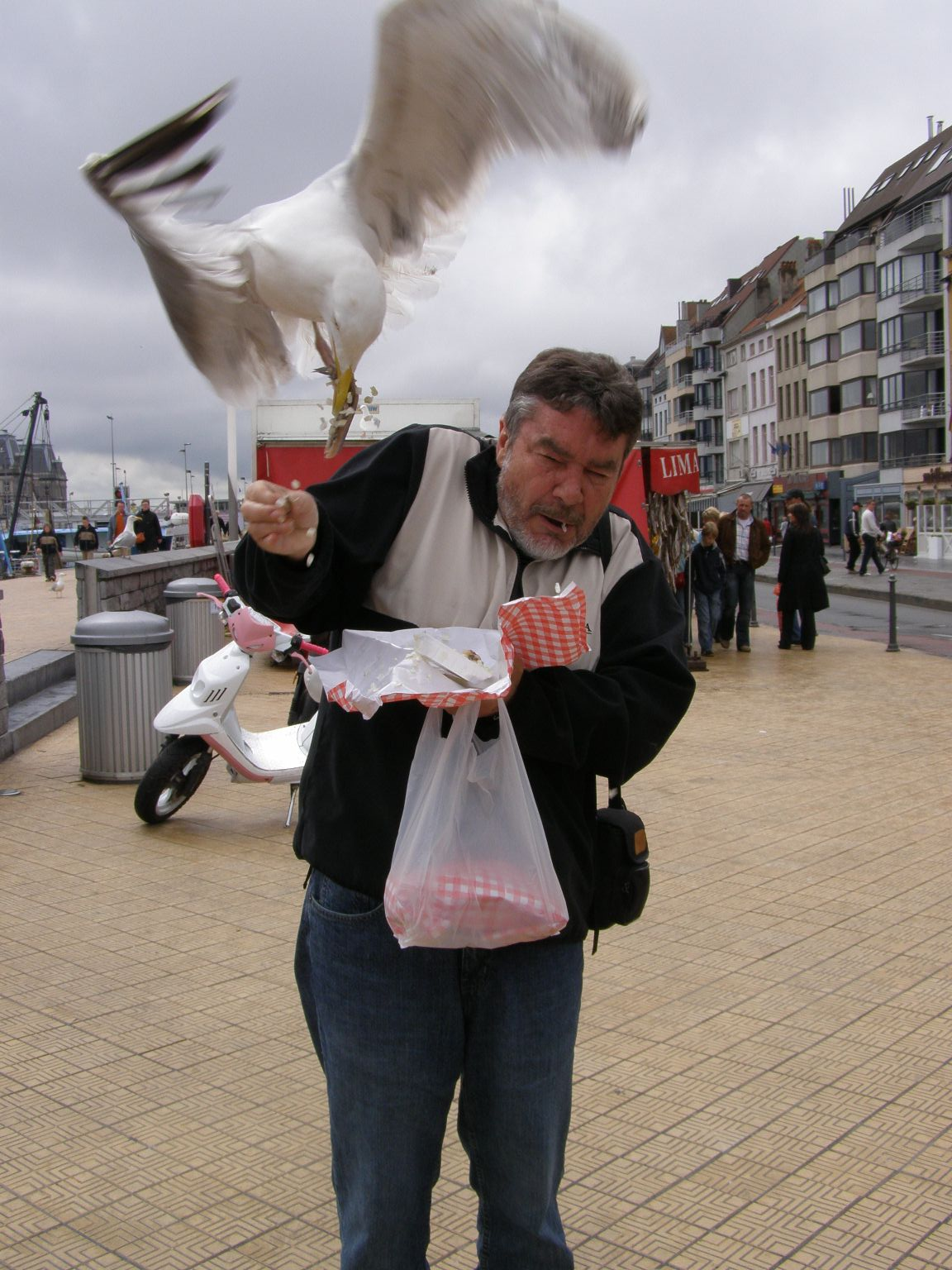
Мартин краде їжу в людини

Це список видів, представлених в таксономічній послідовності:

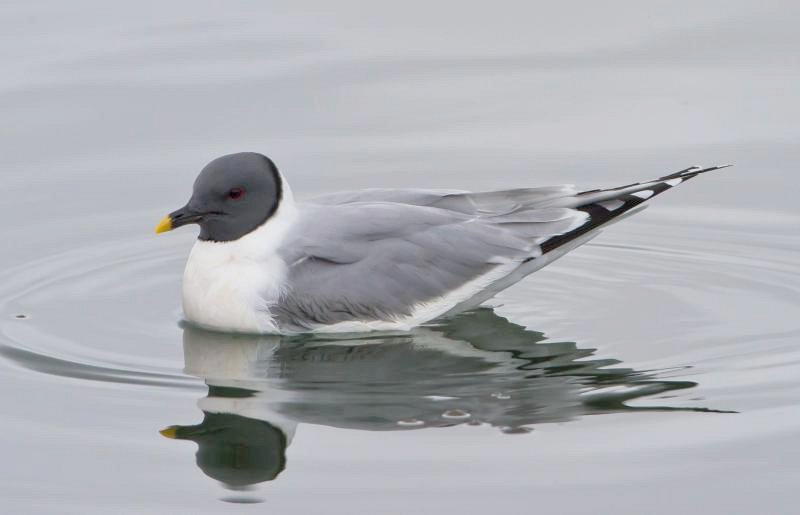
Xema sabini

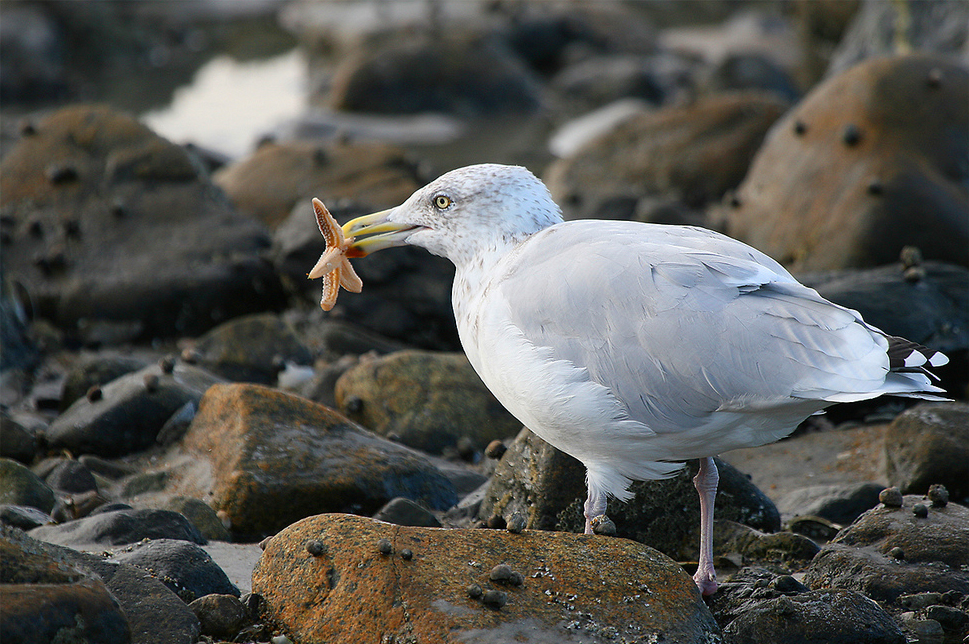
Larus smithsonianus

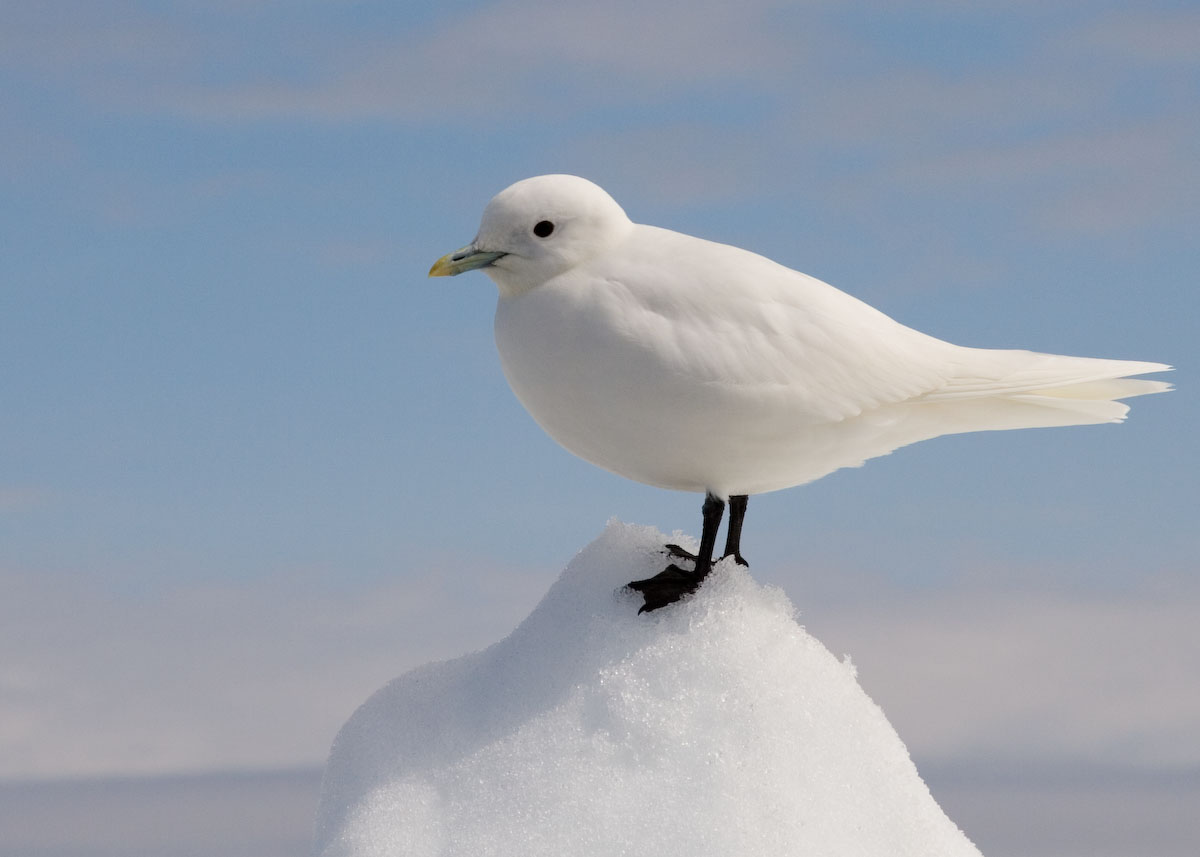
Pagophila eburnea

Рід Larus — Мартин
- Larus pacificus — Мартин товстодзьобий
- Larus belcheri — Мартин перуанський
- Larus atlanticus — Мартин аргентинський
- Larus crassirostris — Мартин чорнохвостий
- Larus heermanni — Мартин червонодзьобий
- Larus canus — Мартин сивий
- Larus delawarensis — Мартин делаверський
- Larus californicus — Мартин каліфорнійський
- Larus marinus — Мартин морський
- Larus dominicanus — Мартин домініканський
- Larus glaucescens — Мартин берингійський
- Larus occidentalis — Мартин західний
- Larus livens — Мартин мексиканський
- Larus hyperboreus — Мартин полярний
- Larus glaucoides — Мартин гренландський
- Larus thayeri — Мартин арктичний
- Larus argentatus — Мартин сріблястий
- Larus heuglini — Мартин східний
- Larus smithsonianus
- Larus michahellis — Мартин скельний
- Larus cachinnans — Мартин жовтоногий
- Larus vegae
- Larus armenicus — Мартин севанський
- Larus schistisagus — Мартин охотський
- Larus fuscus — Мартин чорнокрилий

Рід Ichthyaetus
- Ichthyaetus leucophthalmus — Мартин червономорський
- Ichthyaetus hemprichii — Мартин аденський
- Ichthyaetus ichthyaetus — Мартин каспійський
- Ichthyaetus audouinii — Мартин сіроногий
- Ichthyaetus melanocephalus — Мартин середземноморський
- Ichthyaetus relictus — Мартин реліктовий

Рід Leucophaeus
- Leucophaeus scoresbii — Мартин магеланський
- Leucophaeus atricilla — Мартин карибський
- Leucophaeus pipixcan — Мартин ставковий
- Leucophaeus fuliginosus — Мартин темний
- Leucophaeus modestus — Мартин сірий

Рід Chroicocephalus
- Chroicocephalus novaehollandiae — Мартин австралійський
- Chroicocephalus scopulinus — Мартин новозеландський
- Chroicocephalus hartlaubii — Мартин намібійський
- Chroicocephalus maculipennis — Мартин патагонський
- Chroicocephalus cirrocephalus — Мартин сіроголовий
- Chroicocephalus serranus — Мартин андійський
- Chroicocephalus bulleri — Мартин чорнодзьобий
- Chroicocephalus brunnicephalus — Мартин буроголовий
- Chroicocephalus ridibundus — Мартин звичайний
- Chroicocephalus genei — Мартин тонкодзьобий
- Chroicocephalus philadelphia — Мартин канадський

Рід Saundersilarus
- Saundersilarus saundersi — Мартин китайський

Рід Hydrocoloeus
- Hydrocoloeus minutus — Мартин малий

Рід Rhodostethia
- Rhodostethia  rosea — Мартин рожевий

Рід Rissa
- Rissa tridactyla — Мартин трипалий
- Rissa brevirostris — Мартин червононогий

Рід Pagophila
- Pagophila eburnea — Мартин білий

Рід Xema
- Xema sabini — Мартин вилохвостий

Рід Creagrus
- Creagrus furcatus — Мартин галапагоський